# Burgruine Obervoitsberg
Die Burgruine Obervoitsberg liegt im Norden der Stadtgemeinde Voitsberg in der Steiermark. Die Geschichte der Burg reicht bis in das Jahr 1164 zurück, als sie im Auftrag des steirischen Landesherren Ottokar IV. auf einem Grundstück des Stifts St. Lambrecht erbaut wurde. Da die Gründung ohne Zustimmung des Stiftes erfolgte, erhielt dieses Jahre später ein gleichwertiges Grundstück als Ausgleich. Die erste urkundlich belegte Namensnennung der Burg war 1183. Obervoitsberg befand sich mehrfach im Besitz größerer Adelsfamilien, so zu Anfang auch der Babenberger, welche die Anlage auch ausbauten. Ab dem 12. oder 13. Jahrhundert war Obervoitsberg der Sitz eines Landesgerichts und Mittelpunkt eines landesfürstlichen Amtes. Ob die Anlage im 15. Jahrhundert bei einem Einfall der Ungarn erobert wurde, ist unklar. Ab dem 18. Jahrhundert galt die Burg als baufällig und wurde nach einem Blitzschlag im Jahr 1798 endgültig aufgegeben. 1802 wurden Teile der Burg abgerissen, der Brunnen wurde zugeschüttet.
Ende des 19. Jahrhunderts ließ die Graz-Köflacher Eisenbahn- und Bergbaugesellschaft die Ruine restaurieren und schenkte sie 1910 der Stadtgemeinde Voitsberg, in deren Besitz sie sich noch befindet. Seit 1960 dient Obervoitsberg als Bühne für die Burghofspiele Voitsberg. Bei der Anpassung der Ruine an eine Freilichtbühne wurden Teile der alten Bausubstanz zerstört.
Bei der Burganlage handelt es sich um die Ruine einer Höhenburg, die auf einem breiten Bergrücken im Norden des Stadtgebietes von Voitsberg erbaut wurde und früher Teil der Stadtbefestigung war. Die Hauptburg hat einen klar gegliederten, rechteckigen Grundriss. Ein Bergfried fehlt und wurde durch ein Festes Haus für Wehr- und Wohnzwecke ersetzt, das die Anlage nach Süden hin abschließt. Im nördlichen Burgteil befand sich früher vermutlich ein Turm. Im Osten und Westen der Anlage standen wahrscheinlich auch zwei Gebäude, auf die nur noch Balkenlöcher in der Burgmauer hinweisen und von denen zumindest eines als Palas diente. Im Nordosten war die Burg von einem wohnturmartigen Gebäude abgeschlossen, wahrscheinlich der älteste Teil der Anlage. Ursprünglich führte der Zugang im Norden über eine Zugbrücke über einen heute nicht mehr erhaltenen Graben. Der Zugang wurde im 15. Jahrhundert zugemauert und durch einen neu angelegten Zugang im Westen ersetzt. Die Wasserversorgung erfolgte über eine Zisterne, die vom Tregistberg her das Wasser erhielt.

## Lage
Die Burgruine steht im Norden der Stadt Voitsberg auf einem breiten Rücken, der in südlicher Richtung von Hochtregist in Richtung des Kainachtals führt und direkt nördlich des Stadtgebietes von Voitsberg nach Süden, Westen und Osten hin steil abfällt. Im Norden ist die Ruine mit dem ehemaligen Hochsiedlungsgebiet verbunden. Die Burg und die darunter liegende befestigte Burguntersiedlung Voitsberg bildeten früher eine Wehreinheit.
Die Ruine kann vom Stadtzentrum aus durch einen Wanderweg erreicht werden, der entlang der ehemaligen östlichen Stadtmauer verläuft.

## Geschichte

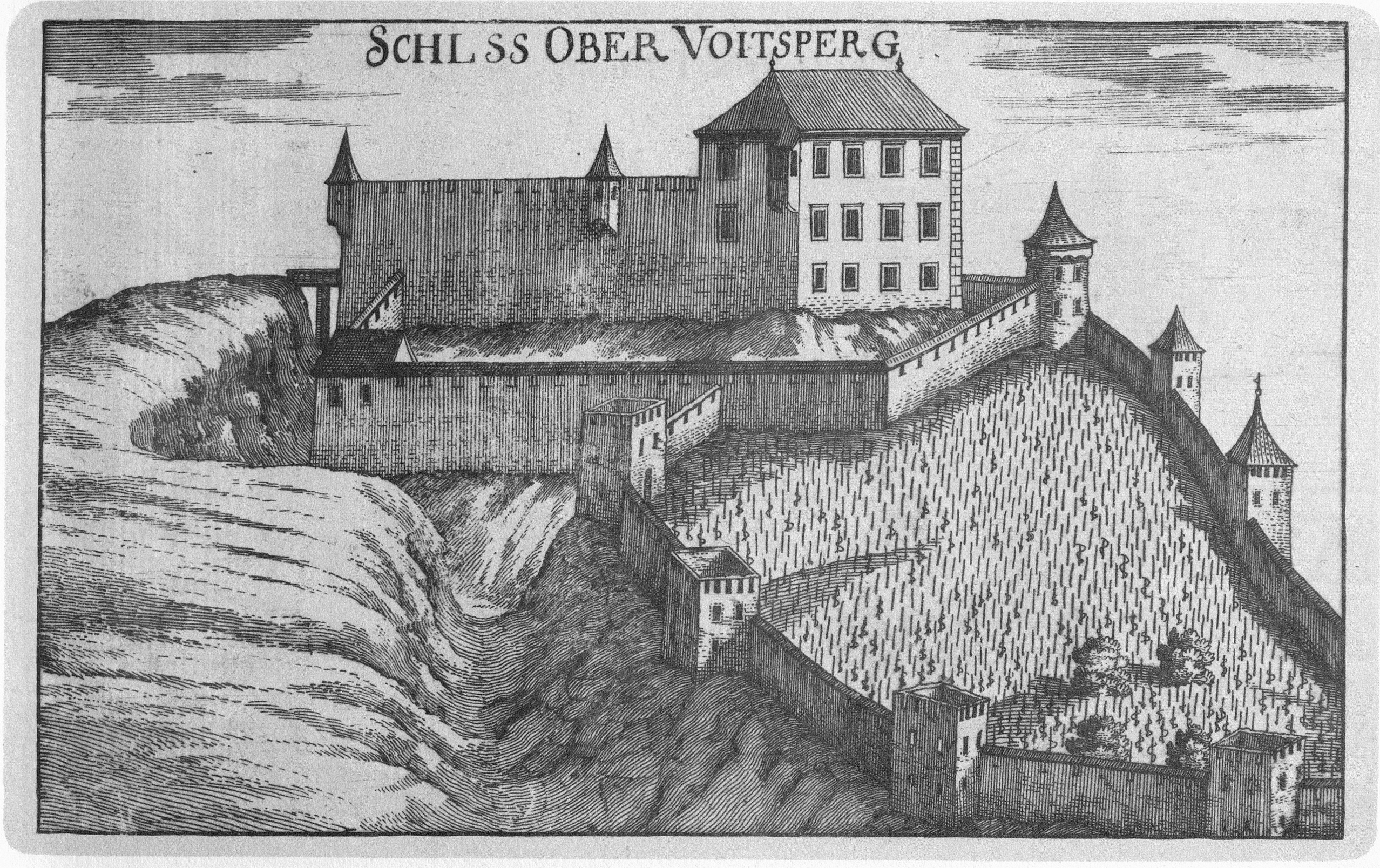
Kupferstich der Burg Obervoitsberg aus Vischers Topographia Ducatus Styriae, 1681

Das Gebiet um die heutige Stadt Voitsberg mit der Burg Obervoitsberg gelangte im Jahr 1000 durch eine umfangreiche Schenkung Kaiser Ottos III. an den Markgrafen Adalbero von Eppenstein. Herzog Heinrich III. von Kärnten schenkte 1103 das Voitsberger Land dem neu gegründeten Stift St. Lambrecht. Der steirische Landesherr Ottokar IV. beauftragte Konrad von Kinnberg 1164 mit der Gründung einer Burg auf Stiftsgrund oberhalb der Kainachenge ohne Zustimmung von St. Lambrecht. Die Burggründung hatte den Zweck, die Straße zwischen Graz und Judenburg zu überwachen und bei Bedarf auch sperren zu können. 1173 wurde Gottfried von Dürnstein, ein Dienstmann des Stiftes St. Lambrecht, als erster Burgvogt genannt. Die erste urkundliche Erwähnung der Burg selbst stammt aus dem Jahr 1183 als „Vogtesperch“ oder „castrum Voitseperch“. Den Namen hatte sie, weil Gottfried ein Untervogt von St. Lambrecht war. Der Lambrechter Abt fühlte sich durch die Burggründung hintergangen, erhielt aber nach einem zehnjährigen Prozess als Entschädigung ein gleichwertiges Grundstück.
Unter den Herzögen Leopold V. und Leopold VI. wurde die Anlage weiter ausgebaut. In jener Zeit wurde Obervoitsberg Sitz eines Landgerichtes, das bis auf die Stubalpe und die Packalpe reichte, und war auch der Mittelpunkt eines landesfürstlichen Amtes, zu dem etwa 200 abgabenpflichtige Bauernhöfe in Gaisfeld, Graden, Gößnitz, Kainach, Söding sowie auf dem Herzogberg gehörten. Die Landesfürsten ließen Obervoitsberg von Burggrafen verwalten, die aus verschiedenen Adelsfamilien stammten, sich aber meist nach der Burg nannten. Für das Jahr 1224 sind ein Heriandus und ein Geroldus als Burggrafen oder Burgvögte belegt. Nach dem Tod Herzog Friedrichs II., des letzten der Babenberger, ging die Burg nach langen Verhandlungen im Jahr 1254 an seine Nichte Gertrud, die sie im Sommer bewohnte. Zwischen 1260 und 1278 war Obervoitsberg von böhmischen Söldnern besetzt. Für das Jahr 1265 ist der Name „castrum superius Witsperch“ der Burg urkundlich belegt. Durch Heirat gelangte Obervoitsberg von Gertruds Tochter Agnes an Graf Ulrich II. von Heunburg. Heunburg übergab 1279 die Herrschaft an König Rudolf I. gegen eine Entschädigung. Rudolf I. verpfändete Obervoitsberg wiederum an Heunburg.
Die Herrschaft Obervoitsberg wurde 1285 an Wulfing von Hanau verliehen, und seine Familie saß dort bis zu ihrem Aussterben im Jahr 1420. Im Laufe des 14. und des 15. Jahrhunderts wurden die Befestigungen an die neue Waffentechnik angepasst. Nach dem Aussterben der Hanauer gelangte Obervoitsberg durch Heirat von Grüna von Hanau an Hans Laun von Haunstein, der das Anwesen aber nicht bewohnte, sondern in einem Haus in Voitsberg lebte. Haunsteins Nichte Margarethe Hanau-Laun heiratete 1458 Andreas von Greißenegg und brachte die Burg Obervoitsberg mit in die Ehe ein. Nach der Hinrichtung von Greißenegg 1471 konfiszierte Kaiser Friedrich III. die Burg und bestellte Hans Pirckh als Pfleger. Bei einem Einfall in das Kainachtal im Jahr 1480 gelang es den Ungarn nicht, die Stadt oder die Burg einzunehmen. Erst 1485 oder 1486 konnten sie die Stadt und das Schloss Greißenegg bis 1490 besetzen. Ob sie auch Obervoitsberg einnahmen, gilt als unklar. In jedem Falle waren 2006 nördlich der Burg noch die Reste eines Kanonenrondells zu erkennen, das Ende des 15. Jahrhunderts entstanden sein dürfte.
Ab 1500 wurde die Herrschaft häufig verpfändet. Zu den wichtigeren Pfandherren gehörten Hans Geumann im Jahr 1501, Christof von Racknitz im Jahr 1505 und Otto von Ratmannsdorf im Jahr 1560. Nach einem Bericht aus dem Jahr 1574 galt die Anlage damals als stark baufällig und wurde ab 1582 von Christoph von Racknitz sowie ab 1594 von seinem Bruder Franz Freiherr von Racknitz wieder instand gesetzt und deutlich ausgebaut.
Um die erheblichen Aufwendungen für die Wiederherstellung und den Ausbau zu erbringen, forderte Racknitz erhöhte Abgaben und Frondienst von seinen Untertanen. Um die Einnahmen weiter zu steigern, verpachtete Racknitz die Herrschaft an Blasi Wolf, der vermutlich einer Voitsberger Familie entstammte. Racknitz wurde 1607 oder 1609 die Pfandherrschaft aufgrund von Unterschlagungen und sonstigen Betrügereien entzogen und sie wurde an Balthasar Leymann von Liebenau übergeben. Kaiser Ferdinand II. verkaufte Obervoitsberg 1622 an den Freiherrn Balthasar von Thannhausen, der es 1626 an Graf Hans Sigmund von Wagensberg weitergab, in dessen Familienbesitz die Burg bis in das 19. Jahrhundert blieb. Am Landgericht Obervoitsberg wurde 1647 eine Frau wegen Zauberei zum Tode verurteilt. Die Adelsfamilie Wagen von Wagensperg vereinigte die Herrschaft Obervoitsberg 1774 mit seiner Herrschaft Greißenegg zu einer Fideikommissherrschaft. Ab der Zeit um 1760 diente die Burg nur noch dem Landgericht. Im Jahr 1787 galt sie als so baufällig, dass man die darin inhaftierten Gefangenen in eine bessere Unterkunft brachte. 1798 wurde die Burg nach einem durch Blitzschlag verursachten Brand endgültig aufgegeben. Um 1802 lebten einige Räuber in der verfallenen Anlage, weshalb man sie weitgehend abreißen und den Brunnen zuschütten ließ. Als 1877 der Konkurs über das Vermögen der Wagensperger verhängt wurde, kaufte der Gewerke August Zang die Burganlage auf. Von Zang gelangte Obervoitsberg an die Graz-Köflacher Eisenbahn- und Bergbaugesellschaft.
Gegen Ende des 19. Jahrhunderts fanden Restaurierungsarbeiten an der Burgruine statt und 1910 gelangte sie als Schenkung in den Besitz der Stadt Voitsberg, in deren Besitz sie sich noch befindet. Vor der Ruine befindet sich etwa seit der Mitte des 20. Jahrhunderts ein Burgrestaurant. Seit 1960 dient das Burggelände im Sommer als Theaterbühne für die Burghofspiele Voitsberg. Bei der Errichtung der Freilichtbühne und den dafür erforderlichen Adaptierungsmaßnahmen wurde wenig Rücksicht auf die ursprüngliche Bausubstanz genommen. 2003 wurde ein Teil der Ruine mit einer Überdachung versehen, die 2011 erweitert wurde. In jüngerer Zeit wurden die Hänge des Burgberges als Landschaftspark mit einem Weingarten umgestaltet.

## Beschreibung

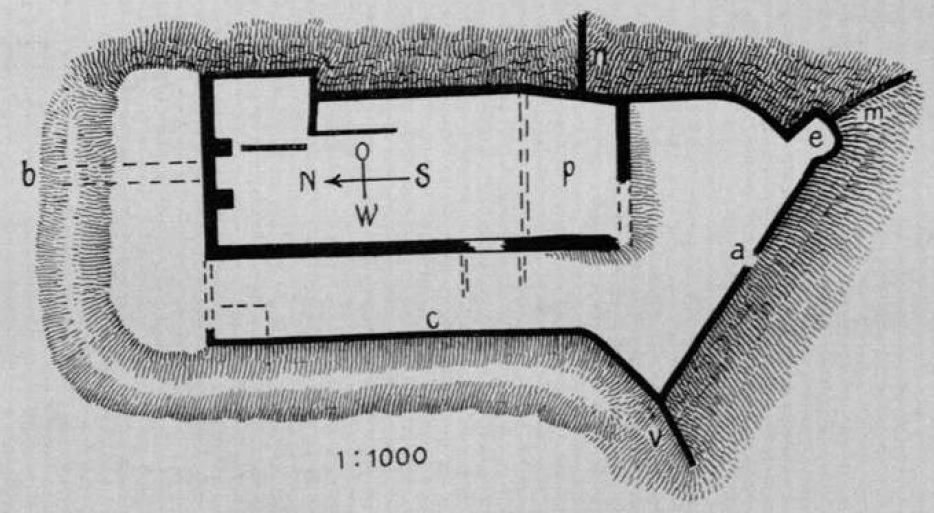
Grundriss der Burg Obervoitsberg aus Otto Pipers Österreichische Burgen, 1907

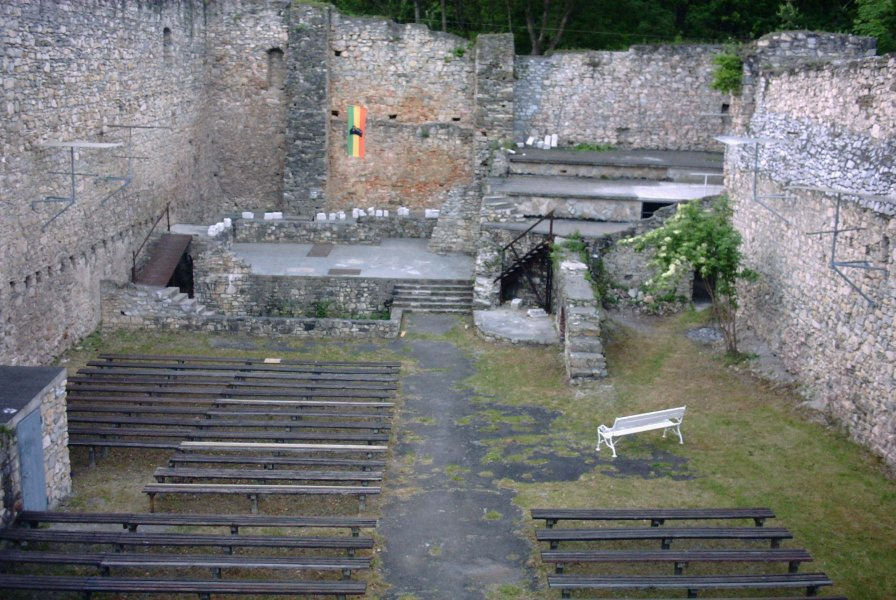
Blick in das Innere der Burg, das zu einer Freilichtbühne umgebaut wurde

Von der Burgruine erstrecken sich noch Reste einer Ringmauer dem Berghang hinab zur darunter gelegenen Stadt. Früher schlossen die mit Türmen und Wehrgängen verstärkten Mauern an die Stadtmauern an. Im südlichen Teil der Anlage sicherte ein Zwinger mit einem Rundturm die Burg. Er dürfte Ende des 15. oder Anfang des 16. Jahrhunderts während der letzten Ausbauphase der Burg errichtet worden sein, worauf sein unregelmäßiges Bruchsteinmauerwerk hinweist. Vermutlich im späten 15. Jahrhundert wurde etwa 150 Meter nordöstlich der Burg ein Rondell gebaut, von dem Reste des Fundaments erhalten geblieben sind. Bei der Burg handelte es sich um eine Hausburg mit einem rechteckigen, klar gegliederten Grundriss. Den fehlenden Bergfried ersetzte ein Festes Haus, das für Wehr- und Wohnzwecke genutzt wurde. Die nordöstlichen Teile der Burg weisen ein Mauerwerk mit großen Bruchsteinen auf, was auf eine Errichtung im späten 13. Jahrhundert hindeutet. Die Burgmauer und der südliche Burgteil haben in den unteren Lagen ein lagerhaftes, unregelmäßiges Bruchsteinmauerwerk, dessen Errichtung nicht vor dem 14. Jahrhundert anzusetzen ist. Die oberen Lagen des Mauerwerkes sind deutlich kleinteiliger. Der innere Burgbereich wurde durch unsachgemäße Ein- und Umbauten in jüngerer Zeit stark beschädigt.
Der ursprüngliche Zugang zur Burg befand sich im Norden und führte über eine Zugbrücke über einen heute nicht mehr vorhandenen Graben. Im nördlichen Teil der Burgmauer sind zwei in Nord-Süd-Richtung ausgerichtete Mauerteile eines abgetragenen Turmes verbaut. Dieser Turm sprang vermutlich zum Teil nach außen vor und ragte teilweise in den Burghof hinein. An der äußeren Seite der Burgmauer kann man anhand von Baufugen erkennen, welche Mauerstücke ursprünglich zu diesem Turm gehörten. Auf der Mauerinnenseite ragen die Turmmauern noch teilweise in den Hof hinein. Das dortige Burgtor wurde wahrscheinlich im 15. Jahrhundert mit Ziegeln zugemauert, in jüngerer Zeit wurde im Westen der Anlage der heutige Zugang angelegt.
Das in die rechteckige Burgmauer eingebaute Feste Haus schloss die Anlage nach Süden ab. Die nördliche Mauer, die es vom Burghof abgrenzte, ist verschwunden. An der östlichen und der westlichen Seite der Burgmauer dürften früher zwei schmale, in Nord-Süd-Richtung ausgerichtete Gebäude gestanden haben. Darauf weisen nur noch Balkenlöcher in der Burgmauer hin. Das östliche der beiden Gebäude diente vermutlich als Palas und wurde in der zweiten Hälfte des 16. Jahrhunderts umgebaut. Die beiden Gebäude umschlossen zusammen mit dem Festen Haus im Süden der Burganlage einen kleinen Hof. Im Burghof befand sich eine Zisterne, welche die Burg mit Wasser versorgte und auch durch eine Wasserleitung vom Tregistberg her mit Wasser gespeist werden konnte. Den nordöstlichen Abschluss der Burg bildete ein wohnturmartiges Gebäude, vermutlich der älteste Burgteil. Es stand östlich des ehemaligen Burgtores und nördlich des Palas. Wahrscheinlich wurde dort bereits im 12. oder 13. Jahrhundert vor dem Bau des Festen Hauses ein Turmhaus errichtet, das beim späteren Ausbau der Burg in die Burgmauer einbezogen wurde. Von diesem Turmhaus sind vier schräg nach oben führende, flachbogig unterwölbte Öffnungen in unterschiedlichen Höhenlagen erhalten geblieben. Sie stammen von einer dreiteiligen Fenstergruppe sowie von einem über Eck angelegten Fenster einer Bohlenstube. Die Burgkapelle war der Muttergottes geweiht.

## Sagen
Nach einer Sage soll in den Kellern der Burgruine Obervoitsberg ein Schatz versteckt sein, der sich nur zu Mitternacht bei einer bestimmten Mondphase bergen lässt. Einmal soll ein Wanderbursch versucht haben, den Schatz zu heben. Er fand einen Gang, der in ein Gewölbe voller Fässer führte. Als er das erste Fass öffnete, fand er darin nur Kieselsteine und ihm erschien eine große Schlange mit einem goldenen Schlüssel im Maul. Der Bursch flüchtete voller Angst aus dem Gewölbe und vernahm von hinten ein lautes Wimmern und Weinen. Bei der Schlange handelte es sich um ein verzaubertes Burgfräulein, das den Schatz beschützte. Derjenige, der den Mut aufbringt, der Schlange den Schlüssel aus dem Mund zu nehmen, soll den Schatz und das Burgfräulein als Belohnung erhalten.
Laut einer weiteren Sage sollen die Burgen Obervoitsberg, Greißenegg, Krems und Leonroth früher durch einen unterirdischen Gang miteinander verbunden gewesen sein. Eine wirkliche Verbindung zwischen diesen Burgen scheint wegen der großen Entfernungen jedoch sehr unwahrscheinlich. Die Sage geht vermutlich auf einen unterirdischen Verbindungsgang zwischen den im Voitsberger Stadtgebiet gelegenen Wirtschaftsgebäuden der Burg Obervoitsberg und einem ehemaligen Getreidekasten zurück. Da die Wirtschaftsgebäude genauso wie die Burg Greißenegg früher häufig als „Unteres Schloß“ bezeichnet wurden, könnte es im Volksmund zur Verwechslung dieser beiden gekommen sein.